# Балабанов Костянтин Олексійович
Балаба́нов Костянти́н Олексі́йович (нар. 13 серпня 1982, Кілія, Одеська область) — український футболіст, нападник футбольного клубу «Одеса».

## Кар'єра
Перша команда Костянтина була — одеський «Чорноморець». У вищій лізі дебютував 17 серпня 2002 року матчі з львівськими «Карпатами» (1:1). У тандемі з Олександром Косиріним був одним з найуспішніших нападників у новітній історії «Чорноморця».
Влітку 2005 року перейшов до дніпропетровського «Дніпра». У 2008–2009 роках грав за «Нафтовик-Укрнафта» та «Кривбас» на правах оренди. Після закінчення контракту з «Дніпром» навесні 2009 більше року не грав. 16 липня 2010 року підписав контракт з «Чорноморцем».
Виступав за юніорську та молодіжні збірні України. У національній збірній дебютував 18 лютого 2004 в матчі з Лівією.